# آذر ۱۳۸۴
1. یوتی‌سی کنونی   ۲۲:۱۰

## سه‌شنبه: ‎۲۹ آذر۱۳۸۴(۲۰ دسامبر۲۰۰۵)
- جایزه برای امپراتوری فراموش‌شده

نمایشگاه «امپراتوری فراموش‌شده: جهان ایران باستان» موفق به دریافت جایزهٔ Ozymandias گردید. 

## دوشنبه: ‎۲۸ آذر۱۳۸۴(۱۹ دسامبر۲۰۰۵)
- دفاع سخنگوی وزارت امور خارجه از اظهارات احمدی‌نژاد در مورد هولوکاست

آصفی بر این نظر است که اظهارات محمود احمدی‌نژاد در مورد واقعهٔ هالوکاست (کشتار یهودیان) یک بحث علمی است. وی نوع پاسخگویی غربی‌ها و اروپایی‌ها به این اظهارات را احساسی و بی منطق دانست. البته او بر این نکته نیز تأکید کرد که ایران با مذهب‌ستیزی از هر نوع مخالف است و این موضوع را به هیچ وجه تأیید نمی‌کند. 
- آغاز به کار پارلمان جدید افغانستان

اولین اجلاس «شورای ملی» افغانستان (پارلمان) پس از حدود سی سال صبح روز دوشنبه، ۱۹ دسامبر، در ساختمان موقت پارلمان در جاده دارالامان، در جنوب شهر کابل، با تلاوتی از آیات قرآن و نواختن سرود ملی این کشور رسما افتتاح شد. تا هنوز اعضای ولسی جرگه یا مجلس نماینده گان بر سر انتخاب ریس این مجلس به اتفاق آراء دست نیافته‌اند در حالیکه آقای مجددی به صفت ریس مجلس سنا انتخاب شد.
- انتشار ویدئوی قتل گروگان در عراق

گروهی به نام ارتش اسلامی عراق ویدئویی را بر روی وب‌گاهی منتشر کردند که کشته‌شدن مردی را با گلوله نمایش می‌دهد. این گروه ادعا کرده‌اند که آن گروگان «رونالد آلن شولتز»، مهندس مشاور غیرنظامی آمریکایی بوده‌است. 
- آماده‌سازی برای حمله به ایران

روزنامهٔ المنار نوشته است که اسرائیل هم‌اکنون در حال انجام بررسی‌هایی برای حمله به پایگاههای ایران است و مقامات نظامی این کشور منتظر اعلام دستور مقامات سیاسی و تعیین زمان حمله هستند. 

## یک‌شنبه: ‎۲۷ آذر۱۳۸۴(۱۸ دسامبر۲۰۰۵)
- لگدکوبی در هند

۴۲ نفر در جریان کمک‌رسانی به شهر سیل‌زده چنایی زیر دست‌وپا کشته شدند. 

## شنبه: ‎۲۶ آذر۱۳۸۴(۱۷ دسامبر۲۰۰۵)
- درگیری در هنگ‌کنگ

در حاشیه نشست سازمان تجارت جهانی پلیس هنگ‌کنگ ۹۰۰ تظاهرکننده ضدجهانی‌سازی را دستگیر کرد. 

## آدینه: ‎۲۵ آذر۱۳۸۴(۱۶ دسامبر۲۰۰۵)
- عقب‌نشینی بلغارستان از عراق

نیروهای بلغاری عقب‌نشینی از عراق را آغاز کردند. 

## پنج‌شنبه: ‎۲۴ آذر۱۳۸۴(۱۵ دسامبر۲۰۰۵)
- انتخابات عراق آغاز شد.

مردم عراق ۲۷۵ نماینده حکومت آینده کشور را انتخاب می‌کنند. 

## چهارشنبه: ‎۲۳ آذر۱۳۸۴(۱۴ دسامبر۲۰۰۵)
- تأکید دوباره احمدی‌نژاد مبنی بر انتقال اسرائیل.

رئیس جمهور ایران بار دیگر با زیر سؤال بردن هالوکاست موضع قبلی خود مبنی بر انتقال اسرائیل را، این بار به اروپا، آمریکا، کانادا یا آلاسکا، تکرار کرد. 

## سه‌شنبه: ‎۲۲ آذر۱۳۸۴(۱۳ دسامبر۲۰۰۵)
- ترور نماینده مخالف سوریه در لبنان

جبران توینی نماینده مجلس لبنان و مدیر روزنامه «النهار» که از منتقدین سوریه بود به همراه دست‌کم ۳ نفر دیگر در انفجاری در بیروت کشته شد. 
- ترور رهبر حزب پیشرو عراق.

مزهر ناجی الدلیمی رهبر سنی حزب پیشرو عراق آزاد که نامزد انتخابات مجلس عراق بود توسط مهاجمان ناشناس در استان انبار به قتل رسید.

## دوشنبه: ‎۲۱ آذر۱۳۸۴(۱۲ دسامبر۲۰۰۵)
- آشوب نژادی در استرالیا.

شب دوم درگیری میان جوانان سفیدپوست استرالیا و استرالیائی‌های عرب‌تبار در شهر سیدنی. 

## یک‌شنبه: ‎۲۰ آذر۱۳۸۴(۱۱ دسامبر۲۰۰۵)
- وزیری هامانه وزیر نفت ایران شد.

مجلس شورای اسلامی ایران، کاظم وزیری هامانه، چهارمین انتخاب رئیس‌جمهور محمود احمدی‌نژاد برای وزارت نفت، را با ۱۷۲ رای از ۲۵۹ رای گرفته شده تائید کرد. 
- شائول موفاض به حزب آریل شارون پیوست.

شائول موفاض وزیر دفاع اسرائیل پس از ترک حزب لیکود به حزب جدید آریل شارون، حزب کادیما پیوست. 
- دولت آلمان به سخنان احمدی‌نژاد واکنش نشان می‌دهد.

فرانتس مونتفرینگ، معاون صدراعظم آلمان گفت دولت این کشور برای اتخاذ اقداماتی دربارهٔ سخنان آقای احمدی نژاد، هم در سازمان ملل متحد و هم در اتحادیه اروپا تلاش خواهد کرد. رد کردن هالوکاست جرم محسوب می‌شود و ممکن است باعث گردد که احمدی‌نژاد نتواند به کشورهایی از اتحادیهٔ اروپا سفر کند. 

## شنبه: ‎۱۹ آذر۱۳۸۴(۱۰ دسامبر۲۰۰۵)
- پایان نشست تغییرات آب و هوا در مونتریال.

در پایان نشست مونتریال ۱۵۰ کشور برای شروع مذاکرات رسمی راجع به برنامه‌ای برای کاهش گازهای گل‌خانه‌ای پس از سال ۲۰۱۲ توافق کردند. آمریکا کماکان از شرکت در این روند خودداری می‌کند. 

## آدینه: ‎۱۸ آذر۱۳۸۴(۹ دسامبر۲۰۰۵)
- انجام قرعه‌کشی برای جام جهانی فوتبال.

برای مشخص کردن ترتیب و چیدمان مسابقات، میان تیم‌های شرکت‌کننده در جام جهانی فوتبال در این شب قرعه‌کشی‌ای در شهر لایپزیگ آلمان انجام شد. 
بنا براین قرعه‌کشی که میان ۳۲ تیم شرکت‌کننده انجام گرفت، تیم فوتبال ایران نخستین بازی خود را با تیم مکزیک خواهد داشت (دسته‌بندی کامل). دسته‌ای که ایران در آن قرار گرفته به این شرح است: مکزیک، ایران، آنگولا، پرتغال
- رضایت نئونازی‌ها از سخنان احمدی‌نژاد

گروههای نئونازیست اروپا که از زمان پایان جنگ جهانی دوم هرگز شاهد اینکه فردی در مقام رئیس‌جمهور واقعیت کشتار اصولی یهودیان توسط دولت هیتلر را انکار کند نبوده‌اند با رضایت کامل از این موقعیت ویژه و بیانات اخیر محمود احمدی‌نژاد در مورد ادعایی بودن موضوع فوق استفاده می‌کنند. 

## پنج‌شنبه: ‎۱۷ آذر۱۳۸۴(۸ دسامبر۲۰۰۵)
- درخواست انتقال اسرائیل به اروپا.

محمود احمدی‌نژاد رئیس‌جمهور ایران ضمن رد کشتار و همه‌سوزی یهودیان از سوی آلمان نازی عنوان کرد اسرائیل بایستی به اروپا منتقل شود. 

## چهارشنبه: ‎۱۶ آذر۱۳۸۴(۷ دسامبر۲۰۰۵)
- درگذشت هنرمند ایرانی.

منوچهر نوذری، هنرمند پیشکسوت سینما، تئاتر، رادیو، تلویزیون و دوبله در سن ۶۹ سالگی در بیمارستان مدرس تهران چشم از جهان فروبست.
- حبس وب‌نوشت‌نویس ایرانی.

شعبه 26 دادگاه انقلاب تهران، فرید مدرسی؛ وب‌نوشت‌نویس و روزنامه‌نگار و عضو شورای مرکزی دفتر تحکیم وحدت را به علت برگزاری تجمع اعتراض‌آمیز نسبت به حکم اعدام سید هاشم آقاجری به هشت ماه حبس تعلیقی محکوم کرد.

## سه‌شنبه: ‎۱۵ آذر۱۳۸۴(۶ دسامبر۲۰۰۵)
- سقوط هواپیما در تهران.

یک فروند هواپیمای سی-۱۳۰ نیروی هوایی ارتش ایران در تهران سقوط کرد. ۹۴ سرنشین آن که شامل اعضای ارتش و تعدادی از خبرنگاران بود به همراه ۳۴ نفر روی زمین کشته شدند.
- آلودگی هوا تهران را تعطیل کرد.

در اثر آلودگی شدید هوای تهران دولت اعلام کرده‌است که روزهای چهارشنبه و پنجشنبه ادارات تعطیل خواهند بود. پیشتر و با اعلام وضعیت اضطراری، تمامی مدارس تعطیل شده بود. 